# Otto Aasen
Otto Aasen, född den 1 januari 1894 i Fåberg i dåvarande Fåbergs kommun i Kristians amt (nuvarande  Lillehammers kommun i Innlandet fylke), död 1983 i Rjukan i Telemark fylke  var en norsk backhoppare och utövare av nordisk kombination och längdskidåkning som tävlade under slutet av 1910-talet och under 1920-talet.

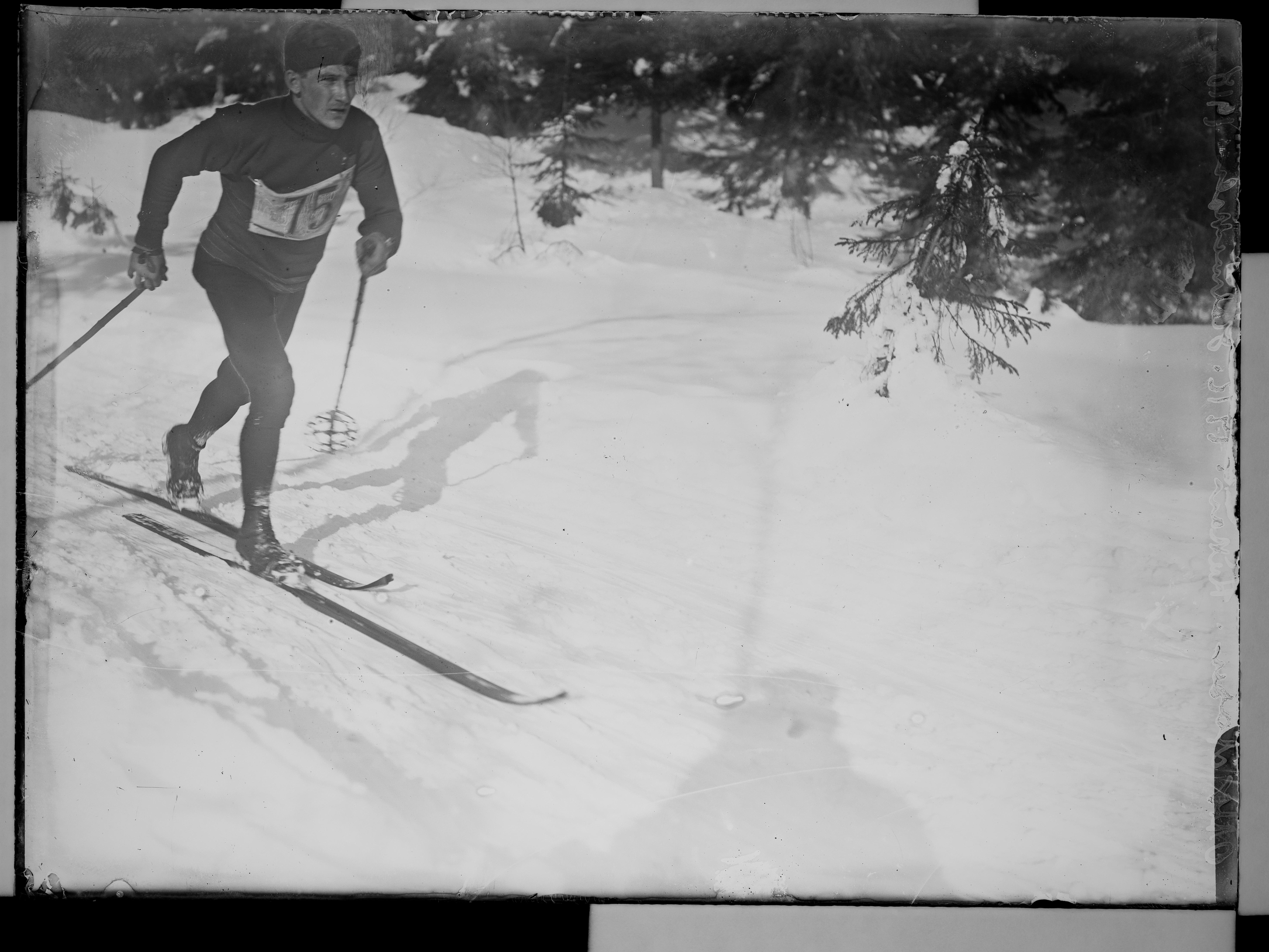
Holmenkolrendet 1920.

## Karriär
Aasen vann två gånger nordisk kombination i Holmenkollrennet (1917 och 1918) vilket gjorde att han 1919 fick motta Holmenkollenmedaljen. 1926 deltog han i sitt enda världsmästerskap och blev där tvåa i backhoppning efter landsmannen Jacob Tullin Thams och före landsmannen och bronsmedaljvinnaren Georg Østerholt. Otto Aasen vann flera nationella titlar i längdskidåkning.

## Övrigt
Otto Aasen flyttade till Rjukan 1916 och arbetade för Nork Hydro fram till 1964. Han dog 1983, 89 år gammal.

## Utmärkelser
För sina innsatser i nordisk kombination i Holmenkollen fick Otto Aasen motta Holmenkollenmedaljen 1919 tillsammans med Thorleif Haug.